# Agaricomycotina
Els agaricomicotins (Agaricomycotina) són una subdivisió de la divisió o fílum dels basidiomicots (Basidiomycota). Conté més de 30.000 espècies, un 98%  de les quals són de la classe Agaricomycetes, que inclou molts dels fongs coneguts com a bolets. Les espècies d'Agaricomycotina que no són Agaricomycetes inclouen els fongs gelatinosos, certs llevats i altres.

## Taxonomia
La subdivisió dels agaricomicotins inclou cinc classes:
- Classe Agaricomycetes
- Classe Bartheletiomycetes
- Classe Dacrymycetes
- Classe Tremellomycetes
- Classe Wallemiomycetes